# ثعالبه
ثعالبه از فرقه‌های اسلامی و از فِرق خوارج بودند.
آن‌ها پیروان ثعلبة بن عامر یا ثعلبة بن مشکان بودند.
غالباً ثعالبه را گروهی منشعب از عَجارِده دانسته و گفته‌اند که ثعلبه از یاران عبدالکریم بن عَجْرَد بود.
ابن عجرد بر این باور بود که کودکان را باید پیش از بلوغ رها کرد ولی ثعلبه با این نظر موافق نبودند و این دلیل اصلی جدایی ایشان شد.
گفته شده که ثعلبیان، به سرنوشت ایزدی باور نداشتند و نیز باور داشتد که گرفتن زکات از بردگان هنگامی که ثروتمندند و دادن زکات به آنها هنگامی که فقیرند رواست.
ثعالبه خود به شاخه‌های زیر تقسیم می‌شوند:
اَخنَسیَّه، مَعبدیه، رُشَیدیه، شیبانیه، مکرمیه، معلومیه و مجهولیه، بدعیه.